# Possessivsuffix
Ett possessivsuffix är ett suffix som läggs till ett substantiv för att ange dess ägare, motsvarande funktionen för possessiva pronomen. Possessivsuffix finns i vissa uraliska, altaiska, semitiska och indoeuropeiska språk. I norra Europa förekommer possessivsuffix i finska, de samiska språken och vepsiska.
Komplexa versioner finns i vissa uraliska språk. I nentsiska till exempel finns 27 (3×3×3) kombinationer: grammatisk person (första, andra, tredje) × numerus (singularis, dualis, pluralis) × antal objekt (singularis, dualis, pluralis). En nentsisktalande kan alltså med ett enda ord uttrycka "våra tvås många hus"!

## Exempel

### Finska
Exempel med possessivsuffix på talo (hus) i nominativ:
| Grammatisk person | Numerus    | Finska  | Svenska               |
| ----------------- | ---------- | ------- | --------------------- |
| 1:a person        | singularis | taloni  | mitt/mina hus         |
| 1:a person        | pluralis   | talomme | vårt/våra hus         |
| 2:a person        | singularis | talosi  | ditt/dina hus         |
| 2:a person        | pluralis   | talonne | ert/era hus           |
| 3:e person        | 3:e person | talonsa | hans/hennes/deras hus |

Possessivsuffix kan användas självständigt eller tillsammans med possessivpronomen (egentligen genitiv av personliga pronomen):
- Taloni on punainen - Mitt hus är rött ("Hus-mitt är rött")
- Minun taloni on punainen - Mitt hus är rött ("Mitt hus-mitt är rött")

Possessivsuffix används i tredje person ensamt endast om det är subjektet i satsen som är ägaren:
- Mari maalasi talonsa - Mari målade sitt hus (utan pronomen, subjektet är ägaren)
- Toni maalasi hänen talonsa - Toni målade hans/hennes hus (med pronomen, subjektet är inte ägaren)

Possessivsuffix kan fogas till böjda former av substantiv, även då ytterligare ändelser används. Possessivsuffixet står då efter kasusändelse men före andra tilläggsändelser:
- talossani - i mitt hus ("hus-i-mitt")
- taloissammekin - också i våra hus ("hus-(pl.)-i-våra-också")

### Nordsamiska
Till substantiv böjda i numerus (singular eller plural) och kasus kan i nordsamiskan läggas till ett suffix som anger ägarens person och numerus. Till exempel kan bárdni (pojke, son) få följande possessiva former:
| Det ägdas kasus och numerus |                            | Singular   | Singular       | Singular       | Plural         | Plural             | Plural             |
|                             | Ägarens person och numerus | Singular   | Dual           | Plural         | Singular       | Dual               | Plural             |
| Nominativ                   | 1:a person                 | bárdnán    | bárdnáme       | bárdnámet      | bártniidan     | bártniideame       | bártniideamet      |
| Nominativ                   | 2:a person                 | bárdnát    | bárdnáde       | bárdnádet      | -              | -                  | -                  |
| Nominativ                   | 3:e person                 | bárdnis    | bárdniska      | bárdniset      | -              | -                  | -                  |
| Ackusativ Genitiv           | 1:a person                 | bárdnán    | bárdnáme       | bárdnámet      | bártniidan     | bártniideame       | bártniideamet      |
| Ackusativ Genitiv           | 2:a person                 | bártnát    | bártnáde       | bártnádet      | bártniidat     | bártniideatte      | bártniideattet     |
| Ackusativ Genitiv           | 3:e person                 | bártnis    | bártniska      | bártniset      | bártniidis     | bártniideaskka     | bártniideaset      |
| Illativ                     | 1:a person                 | bárdnásan  | bárdnáseame    | bárdnáseamet   | bártniidasan   | bártniidasame      | bártniidasamet     |
| Illativ                     | 2:a person                 | bárdnásat  | bárdnáseatte   | bárdnáseattet  | bártniidasat   | bártniidasade      | bártniidasadet     |
| Illativ                     | 3:e person                 | bárdnásis  | bárdnáseaskka  | bárdnáseaset   | bártniidasas   | bártniidasaska     | bártniidasaset     |
| Lokativ                     | 1:a person                 | bártnistan | bártnisteame   | bártnisteamet  | bártniinan     | bártniineame       | bártniineamet      |
| Lokativ                     | 2:a person                 | bártnistat | bártnisteatte  | bártnisteattet | bártniinat     | bártniineatte      | bártniineattet     |
| Lokativ                     | 3:e person                 | bártnistis | bártnisteaskka | bártnisteaset  | bártniinis     | bártniineaskka     | bártniineaset      |
| Komitativ                   | 1:a person                 | bártniinan | bártniineame   | bártniineamet  | bártniidanguin | bártniideameguin   | bártniideametguin  |
| Komitativ                   | 2:a person                 | bártniinat | bártniineatte  | bártniineattet | bártniidatguin | bártniideatteguin  | bártniideattetguin |
| Komitativ                   | 3:e person                 | bártniinis | bártniineaskka | bártniineaset  | bártniidisguin | bártniideaskkaguin | bártniideasetguin  |
| Essiv                       | 1:a person                 | bárdninan  | bárdnineame    | bárdnineamet   | bárdninan      | bárdnineame        | bárdnineamet       |
| Essiv                       | 2:a person                 | bárdninat  | bárdnineatte   | bárdnineattet  | bárdninat      | bárdnineatte       | bárdnineattet      |
| Essiv                       | 3:e person                 | bárdninis  | bárdnineaskka  | bárdnineaset   | bárdninis      | bárdnineaskka      | bárdnineaset       |

Som exempel får vi följande betydelser:
- bárdnán - min son
- bártniidasadet - till era (fler än två) söner
- bártnistis - från sin son
- bártniideaskkaguin - med de tvås söner